# 팔라완땃쥐
팔라완땃쥐(Crocidura palawanensis)는 땃쥐과에 속하는 포유류의 일종이다. 필리핀의 토착종이다. 서식지 감소로 위협을 받고 있다.